# رودلف سودربرغ
رودلف سودربرغ (بالسويدية: Rudolf Söderberg)‏ (و. 1881 – 1958 م) هو عالم طيور، من السويد، توفي عن عمر يناهز 77 عاماً.

## جوائز
حصل على جوائز منها:
- دكتوراه فخرية.